# Peter Náhlik
Peter Náhlik (* 18. srpna 1981, Trnava) je slovenský manažer a politik, od roku 2012 poslanec Národní rady SR za stranu SMER-SD, později za stranu HLAS-SD .

## Život
Je synem trnavského podnikatele Miroslava Náhlika († 2017). Vysokoškolské studium absolvoval na Univerzitě sv. Cyrila a Metoděje v Trnavě.
Peter Náhlik je od roku 2012 poslancem Národní rady, tehdy se jím stal za stranu SMER. Ze strany odešel v roce 2020 spolu se skupinou kolem Petra Pellegriniho a založili stranu Hlas.
V roce 2018 zdědil po svém otci rozsáhlé podnikání, které ho propojovalo s oligarchou Vladimírem Poórem. Ten byl obchodním partnerem jeho otce. Ve spisu Gorila je Poór zmiňován jako mecenáš strany SMER.
Pellegrini v předvolební kampani před volbou slovenského prezidenta v roce 2024 cestoval z Bratislavy do Košic soukromým tryskovým letadlem, jehož většinovým spoluvlastníkem je Náhlik. Pellegrini poté tvrdil, že neví, čí letoun je a ani ho to nezajímá.
V červnu 2025 byl Náhlik zvolen členem předsednictva HLASu-SD.